# یوتی‌سی ۵:۰۰-
|              | استاندارد    | تابستانی     | مناطق زمانی آمریکا |
| ------------ | ------------ | ------------ | ------------------ |
| قرمز         | یوتی‌سی ۶:۰۰- | یوتی‌سی ۵:۰۰- | زمان مرکزی         |
| زرد و قهوه‌ای | یوتی‌سی ۵:۰۰- | یوتی‌سی ۴:۰۰- | زمان شرقی          |

|  | زمستان       | تابستان (DST) | نام اسپانیایی | نام انگلیسی      |
|  | یوتی‌سی ۶:۰۰- | یوتی‌سی ۵:۰۰-  | منطقه مرکزی   | زمان مرکزی       |
|  | یوتی‌سی ۷:۰۰- | یوتی‌سی ۷:۰۰-  | منطقه پسفیکو  | زمان کوهستان     |
|  | یوتی‌سی ۷:۰۰- | یوتی‌سی ۶:۰۰-  | منطقه پسفیکو  | زمان کوهستان     |
|  | یوتی‌سی ۸:۰۰- | یوتی‌سی ۷:۰۰-  | منطقه نورسته  | منطقه زمانی آرام |

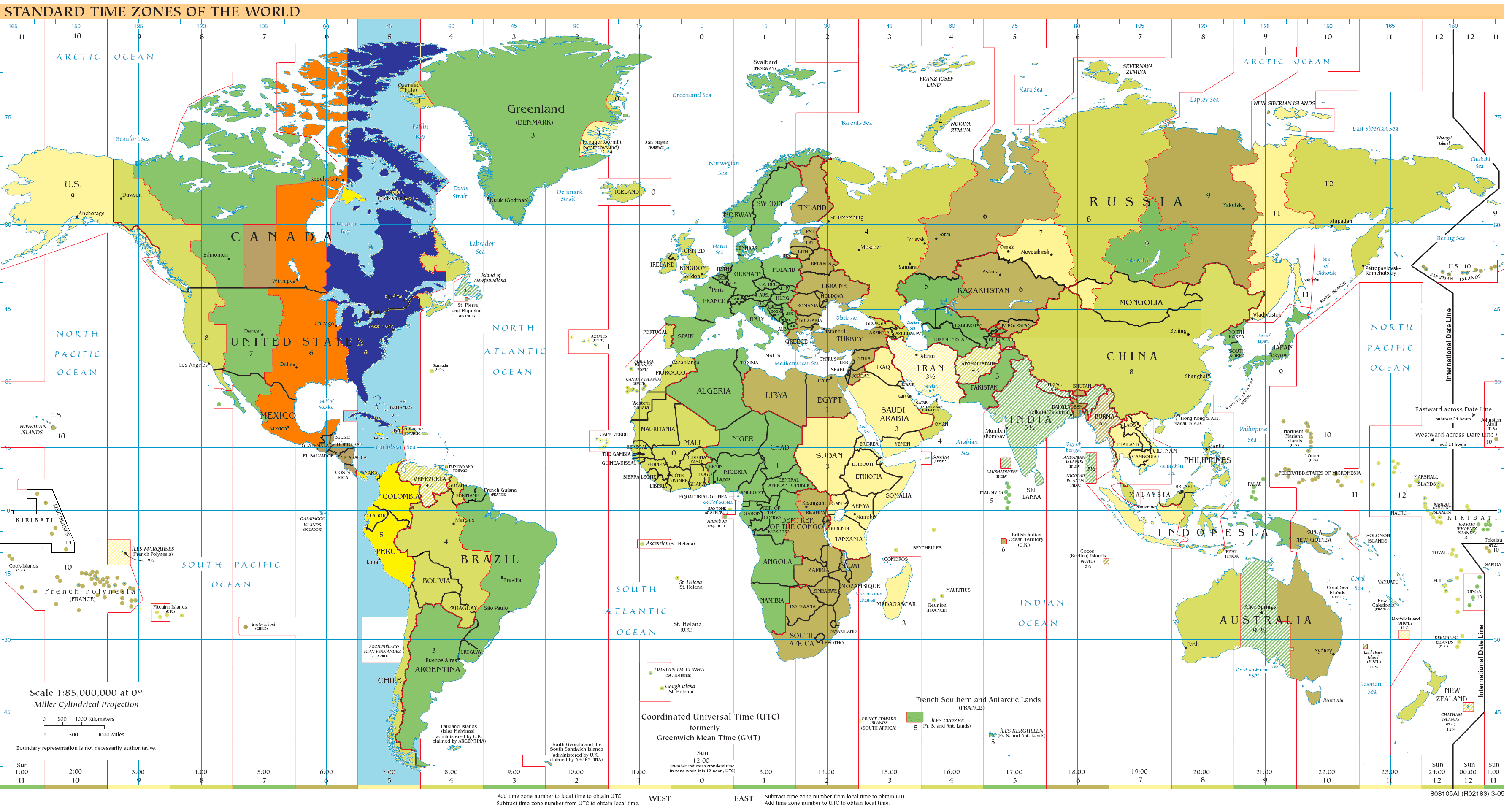
UTC−۰۵: آبی (ژانویه), نارنجی (ژوئیه), زرد (تمام سال), آبی روشن - محدوده دریا

هم‌اکنون زمان‌بندی گرینویچ منفی ۵:۰۰- (به انگلیسی: UTC−05:00) برای اندازه‌گیری زمان کاربرد دارد.
استفاده رسمی از زمان استاندارد شرقی در مدت زمان استاندارد و در منطقه زمانی مرکزی (قاره آمریکا) در مدت تغییر ساعت تابستانی (DST)
مناطق موجود در آمریکای مرکزی،   منطقه زمانی کارائیب غربی.

## زمان استاندارد تمام سال

### زمان استاندارد شرقی
- کانادا - جزیره نیمکره جنوبی فقط

### کارائیب
- جزایر کیمن (انگلستان)
- هائیتی
- جامائیکا

### آمریکا مرکزی- جنوبی
- پاناما
- کلمبیا
- اکوادور (سرزمین اصلی، به جز استان گالاپاگوس، اکوادور)
- زمان در پرو

## زمان استاندار زمستانی

### کارائیب
- باهاما
- کوبا
- جزایر تورکس و کایکوس (انگلستان)

### زمان استاندارد شرقی
- کانادا
  - نوناووت (شرقی), بیشتر انتاریو و بیشتر کبک
- ایالات متحده آمریکا
  - همه کنتیکت، دلاور، واشینگتن دی. سی., جورجیا، مین، مریلند، ماساچوست، نیوهمپشر، نیوجرسی، نیویورک، کارولینای شمالی، اوهایو، پنسیلوانیا، رود آیلند، کارولینای جنوبی، ورمانت،  ویرجینیا، و ویرجینیای غربی
  - بیشتر فلوریدا، ایندیانا، و میشیگان
  - بخش شرقی کنتاکی و تنسی

## زمان تابستانی نیمکره شمالی

### زمان استاندارد مرکزی
- کانادا
  - مانیتوبا، نوناووت (مرکزی), انتاریو (غربی)
- ایالات متحده
  - همه آلاباما، آرکانزاس، ایلی‌نوی، آیووا، لوئیزیانا، مینه‌سوتا، می‌سی‌سی‌پی، میزوری و ویسکانسین
  - بیشتر کانزاس، نبراسکا، داکوتای شمالی، داکوتای جنوبی، تنسی، تگزاس و اکلاهما
  - بخش‌های غربی فلوریدا، ایندیانا،  کنتاکی و میشیگان
- مکزیک
  - مناطق مرکزی و شرقی (بیشتر کشور). مکزیک چند هفته بعد از آمریکا آغاز می‌شود

## زمان تابستانه سورت‌همشایر
- شیلی - جزیره ایستر. همچنین زمان در شیلی.